# Aplicacions industrials del tàntal
El tàntal és el metall més resistent a la corrosió en ús comú avui dia. És inert a pràcticament tots els compostos orgànics i inorgànics. La seva resistència a la corrosió és molt similar al vidre, ja que tots dos són inadequats per al seu ús en àcid fluorhídric i aplicacions amb compostos alcalins a elevades temperatures. Per aquesta raó, el tàntal s'utilitza sovint amb reactors d'acer revestits de vidre com pegats, canonades i condensadors superiors.

## Característiques del tàntal
El tàntal és un material inert en contacte amb l'àcid sulfúric a totes les concentracions per sota de 150 °C. L'atac fins a 204 °C no és significatiu i, per tant, el podem utilitzar fins a un màxim de 260 °C. El tàntal no és atacat per l'àcid nítric i clorhídric en concentracions de fins a 98% i a temperatures per sota de 100 °C, això el fa adient com a recobriment per a reactors o tuberíes, com les bobines dels intercanviadors de calor per escalfar àcid clorhídric, gràcies a que el tàntal és gairebé inert.

## Mines i mineralogia
Podem trobar el tàntal en minerals de l'escorça terrestre.
TAULA 1: Diferents minerals que contenen tàntal i la seva composició.
| Nº | Mineral     | Fórmula                                             | %{\displaystyle {\ce {Ta2O5}}} | % {\displaystyle {\ce {Nb2O5}}} |
| 1  | Tantalita   | {\displaystyle {\ce {(Ta,Nb)2O5}}}                  | 40-80                          | 2-30                            |
| 2  | Columbita   | {\displaystyle {\ce {(Fe,Mn)(Nb,Ta)2O6}}}           | 1-40                           | 40-75                           |
| 3  | Wodginita   | {\displaystyle {\ce {(Ta,Nb,Sn,Mn,Fe)16O32}}}       | 45-56                          | 3-15                            |
| 4  | Microlita   | {\displaystyle {\ce {(Ca,Na)2Ta2(O,OH,F)7}}}        | 50-70                          | 5-10                            |
| 5  | Strueverita | {\displaystyle {\ce {(Ti,Ta,Nb,Fe)2O4}}}            | 7-13                           | 9-14                            |
| 6  | Euxenita    | {\displaystyle {\ce {(Y,Ca,Ce,U,Th)(Nb,Ta,Ti)2O6}}} | 2-12                           | 22-30                           |
| 7  | Samarskita  | {\displaystyle {\ce {(Fe,Ca,U,Y,Ce)2(Nb,Ta)2O6}}}   | 15-30                          | 40-55                           |

La mescla entre la columbita i la tantalita es denomina col·loquialment com a Coltan, d'on s'extreu principalment el tàntal.
Majoritàriament, on podem trobar operacions mineres i dipòsits de minerals és a Amèrica, Àfrica i Xina.

## Països amb la principal producció industrial minera.
Tot i que els països desenvolupats van dominar la producció de tàntal miner als anys 2000, la producció avui dia és dominada per països Africans, com Ruanda i la República Democràtica del Congo.
Diversos esdeveniments durant el període 2000-2014 van influenciar la producció, com els efectes dels augments ràpids en la demanda i el consum de tàntal, que van donar lloc a preus més alts just abans dels anys 2000 durant el "boom de les punt-com". La producció de mines de Coltan va assolir un màxim de 130 tones, però pel 2001 havia caigut de nou a 60 tones. Aquesta situació es va perllongar durant més de tres anys, fins a la retirada de l'exèrcit rebel a mitjan 2002.
La producció actual de les mines de tàntal són les següents:

### 1. Congo. Producció: 450 tones per any.
La República Democràtica del Congo (RDC) produeix la majoria de tàntal del món. Tot i que el país va entrar en un distant segon lloc en comparació a Ruanda tant segon a Ruanda el 2015 en termes de producció, que ha recuperat el seu primer lloc en l'any 2016.
En aquestes extenses àrees hi ha jaciments importants de coltan. Són zones on durant un període està la zona coberta d'aigua i després es retira donant accés al mineral. Durant més de 40 anys, han estat extrets per famílies de miners artesanalment i cercadors, amb l'objectiu principal de recollir i distribuir per a Ruanda.
Hi ha la preocupació que les vendes de minerals, com el coltan, han ajudat els grups rebels de finances acusats de violar els drets humans com a part de la continuació del conflicte armat a la República Democràtica del Congo (RDC) i els països veïns. L'opinió pública al país i a la resta del món sobre les pràctiques de mineria tendeix a pensar que la pràctica no es ètica, a part de ser corrupte.

### 2. Ruanda. Producció: 300 tones per any.
Ja no és un secret que gran part de la producció de minerals del Ruanda arriba d'altres països, com la República Democràtica del Congo. El 2012, la Comissió de Valors de instituir noves normes que obliguen a les empreses a revelar quan utilitzen minerals de zones en conflicte en els seus productes. Com a resultat, els miners congolesos generalment venen les seves mercaderies als països veïns que no porten els estigmes associats a la mineria al Congo.
Per aquesta raó, és difícil determinar la quantitat de tàntal en realitat es produeix per les mines de Rwanda.

### 3. Brasil. Producció: 155 tones per any.
Brasil és el país més gran de la producció de tàntal fora d'Àfrica. En general, té unes 36.000 tones de reserves de tàntal.
Aquest país té el potencial d'esdevenir una important font de tàntal per a empreses de tot el món en els propers anys. En 2016, va ser el major proveïdor de minerals de tàntal als EUA, que representa el 38 per cent de les importacions.

### 4. Xina. Producció: 60 tones per any.
Xina és un important productor de tàntal i és el major proveïdor de tàntal als EUA. Gairebé el 37 per cent del metall tàntal exportat als EUA prové de la Xina segons l'USGS, i la producció del país s'ha mantingut constant al llarg dels anys.

## Preu del tàntal
Una complicació addicional de la producció de tàntal es deu a l'opacitat del mercat. A diferència de la majoria de metalls preciosos, els de tàntal no es negocien públicament. No es reconeixen preus oficials fixats a causa que preu es determina mitjançant negociació entre el comprador i el venedor.
Tot i així, hi ha webs on es veu una aproximació del preu actual i l'evolució d'aquest al llarg dels anys. Actualment es ven a 123.13 $ / Kg, actualitzat el 31 de març del 2017. L'any 2012 i 2013 va arribar fins als 270 $ / Kg, i fins a l'actualitat el preu ha anat disminuint tot i la constant i en augment producció de tablets i telèfons intel·ligents o smartphones.
Hi ha diferents factors que contribueixen a la fluctuació del preu, com per exemple el reciclatge de certs productes que actualment ja s'ha posat en marxa. També la competència en el mercat, les regulacions, la utilització d'altres metalls més econòmics que el tàntal per les mateixes aplicacions tot i ser pitjors, etc.

## Aplicacions

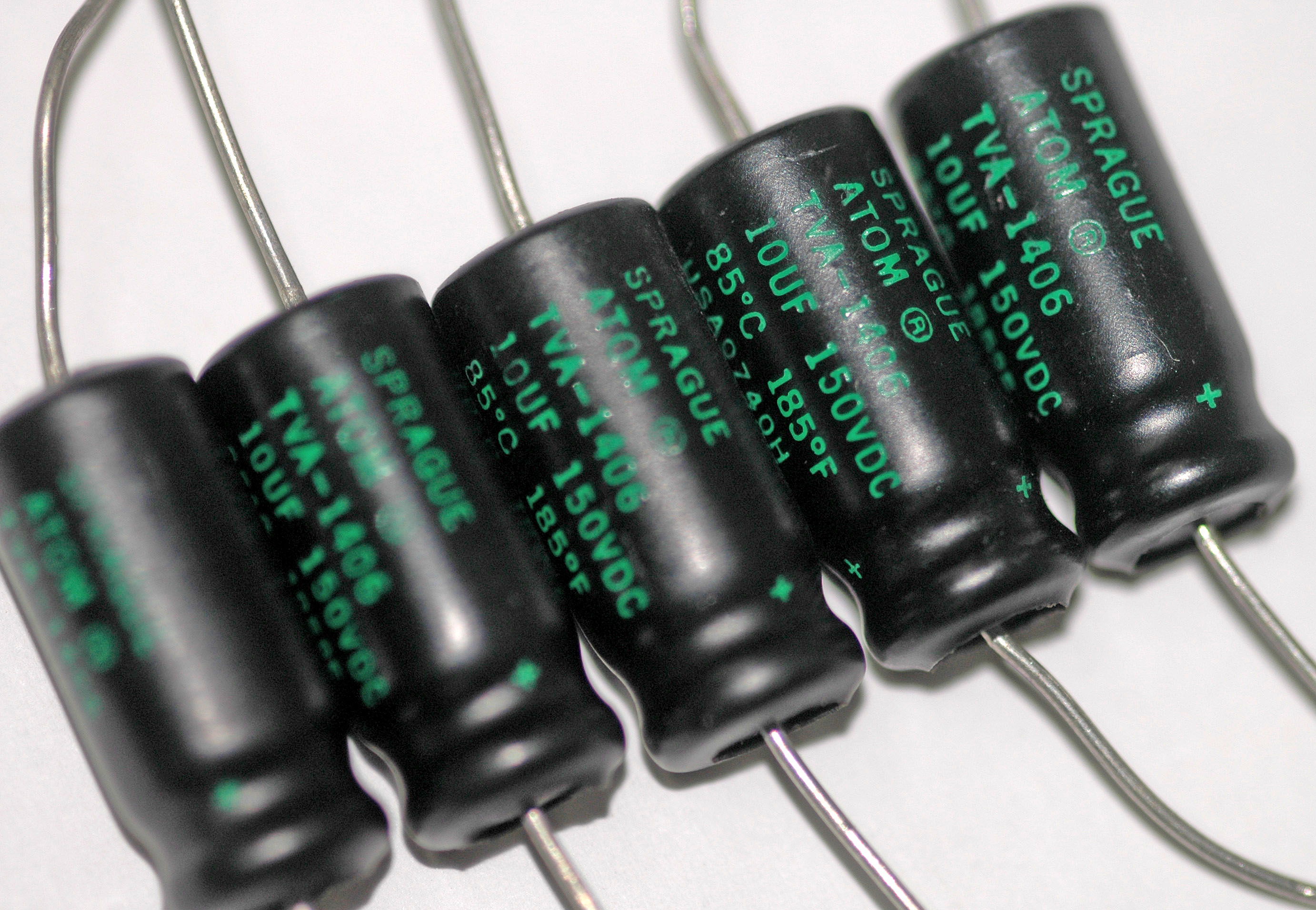
Condensadors de tàntal

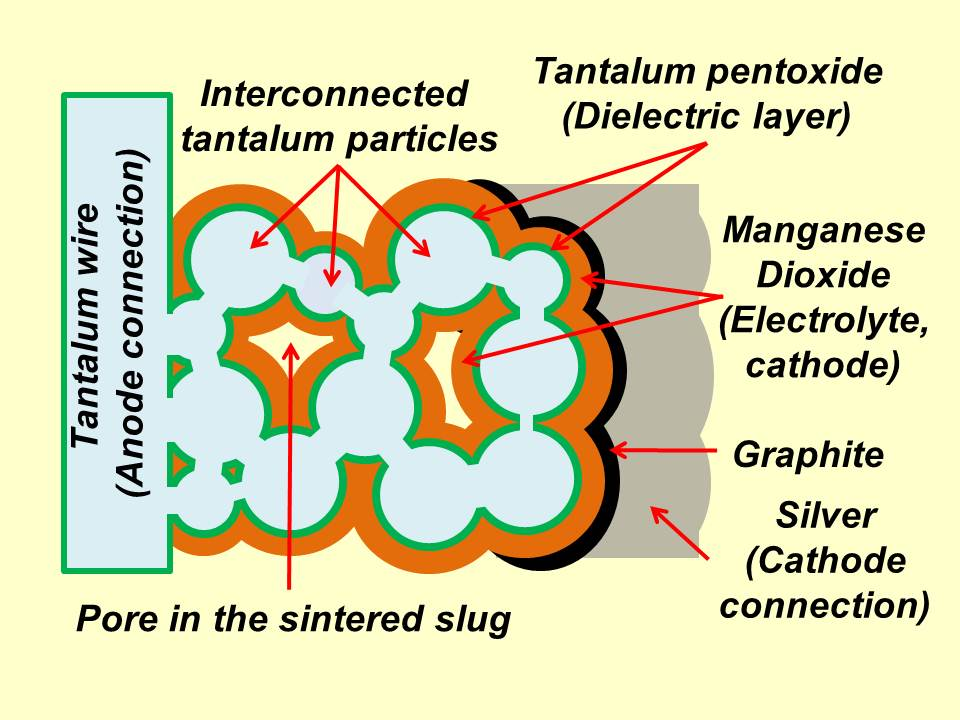
Pols de tàntal sinteritzada amb capa externa d'òxid de tàntal, formant un condensador

Aproximadament un 60% del tàntal s'utilitza en aplicacions sofisticades d'electrònica i òptica, un 30-40% s'utilitza en carburs cimentats en eines de tall o d'abrassió o com un additiu en superaliatges.
La ductilitat i resistència a la corrosió del metall es presta a l'aplicació en la indústria de transformació química, i el seu punt de fusió elevat i l'alta resistència a temperatures elevades fan que sigui un component important de superaliatges utilitzats en motors d'avions.

### Condensador
Els condensadors de tàntal aprofiten la capacitat del tàntal en pols de formar una capa molt fina d'òxid de tàntal que actua com a dielèctric, i aquesta capa té una permitivitat relativament alta, això comporta que els condensadors de Tàntal tenen una gran capacitància per volum i poc pes.
Per tant, el tàntal és preferible quan hi ha una limitació d'espai en el dispositiu electrònic, com en telèfons mòbils o tablets. En aquests casos, el preu afegit per utilitzar tàntal és assolible a causa de les necessitats del dispositiu.

### Superaliatges de Niquel
Els superaliatges de níquel, que s'utilitzen principalment en pales per turbines d'alta pressió en les indústries aeroespacial i de generació d'energia, presenten una excel·lent resistència a la corrosió i resistència mecànica a través d'una àmplia gamma de temperatures. Per aconseguir aquestes característiques, contenen metalls rars i cars, com ara reni (Re) i el tàntal (Ta), per la seva resistència a alta temperatura.
Els efectes d'afegir un 2,0% at. de Ta a un model de Ni-Al-Cr superaliatge d'edat en 1073K va resultar en un enfortiment del material i resistència a la l'aplicació d'una força mecànica sobre el material. La morfologia evoluciona de precipitats esferoïdals a cúbics. La substitució de Ni pel Ta causa grans disminucions en la temperatura solvus de la fase sòlida γ' i també la fracció de volum.

### Carbur de Tàntal
Els carburs de tàntal, fórmula genérica TaC0.4-1 són materials extremadament durs, fràgils, refractaris i amb conductivitat elèctrica metàl·lica. Són extensament utilitzats en eines de tall, ja que són materials cermet importants. Es poden trobar també afegits a aliatges de carbur de tungstè.

### Bombes de Cobalt i altres bombes salades
Una bomba salada és un tipus d'arma nuclear, similar a altres armes de fissió-fusió-fissió. El terme “bomba salada” prové del fet que la zona afectada es manté com a no habitable durant un període llarg de temps, de manera anàloga a la pràctica de inutilitzar camps de cultiu en territori hostil utilitzant sal.
Les armes de fissió-fusió són totes les armes nuclears que no són armes de fissió pures, així que utilitzen reaccions de fusió per potenciar els seus efectes destructius. Totes les armes que utilitzen fusió requereixen una bomba de fissió per proporcionar l'energia per iniciar les reaccions de fusió. Això no vol dir necessàriament que la fusió genera una quantitat significativa de l'energia explosiva.
Les bombes salades es diferencien de les armes nuclears convencionals en què tenen la segona capa de material al voltant del material de fusió, que normalment conté elements de fissió, se substitueix per un isòtop d'un element no fissionable. El resultat és que aquest isòtop absorbeix els neutrons alliberats, i es converteix en altament radioactiu, convertint l'àrea afectada en no habitable. L'energia emesa en l'explosió d'aquestes armes és menor que l'equivalent d'una arma convencional; però l'objectiu queda saturat amb l'isòtop radioactiu. La qual cosa produeix una increment considerable de la radioactivitat a la zona, fent-la inhabitable durant un període molt més llarg que les armes nuclears convencionals i augmentant els efectes de la pluja radioactiva.
Diferents isòtops es poden utilitzar per obtenir efectes de la pluja radioactiva variables. Per ser útil per a les bombes salades, els isòtops pares han de ser abundants en l'element natural, i el producte radioactiu de neutrons han de ser un fort emissor de raigs gamma.
TAULA 2: Candidats de components per a bombes salades.
| Isòtop     | Abundància | Producte | Temps de vida mitjana radioactiva natural. (Half-life) |
| Cobalt-60  | 100%       | Co-60    | 5,26 anys                                              |
| Or-197     | 100%       | Au-198   | 2,697 dies                                             |
| Tàntal-181 | 99.99%     | Ta-182   | 155 dies                                               |
| Zinc-64    | 48.89%     | Zn-65    | 244 dies                                               |

### Implants biomèdics
El Tàntal ha sigut introduït recentment en el camp de l'ortopèdia com a biomaterial per reduir problemes relacionats amb l'afluixament d'implants. S'han estudiat les seves propietats osteoconductives i possiblement osteoinductives en casos de greus defectes ossis. El Tàntal mostra excellent adhesió cel·lular, creixement i diferenciació, comparat amb un implant de Titani, a més de ser relativament inert en un entorn biològic. El nou teixit ossi format dins els pors del Tàntal reté les característiques de l'os normal, donat que és un substrat apropiat per l'adhesió i ploriferació d'osteoblasts.

### Catalitzadors
El tàntal comparteix una química similar amb la resta dels metalls del grup V, com el niobi i el vanadi. Serveix com a substitut del vanadi en reaccions on fa de catalitzador, en condicions on el tàntal suposi un avantatge, com en un ambient corrosiu o a altes temperatures. També pot substituir el platí com a catalitzador inert.
S'han reportat diverses aplicacions de catalitzadors d'òxid de tàntal en els últims anys. Per exemple, el {\displaystyle {\ce {Ta2O5/SiO2}}} és útil per a la descomposició en fase de vapor metil terc-butil èter (MTBE) a isobutè i metanol, en la transposició de Beckmann de l'oxima de ciclohexanona a caprolactama, i com catalitzador fotoactiu per a l'oxidació de {\displaystyle {\ce {CO}}} a {\displaystyle {\ce {CO2}}} i etanol a dietil acetal. El {\displaystyle {\ce {Ta2O5/Al2O3}}} catalitza l'oxidació en fase líquida d'àcids grassos insaturats i el cracking d'hidrocarburs. I el {\displaystyle {\ce {Ta2O5/TiO2}}} és capaç de sintetitzar metanotiol ({\displaystyle {\ce {CH3-SH}}}) a partir de mescles d'{\displaystyle {\ce {H2S}}} i {\displaystyle {\ce {CO}}}.